# Albert de Saxa-Altenburg
Prințul Albert de Saxa-Altenburg (Albert Heinrich Joseph Carl Viktor Georg Friedrich; 14 aprilie 1843 - 22 mai 1902) a fost un prinț german din casa ducală de Saxa-Altenburg.

## Biografie

### Familie
A fost primul copil al Prințului Eduard de Saxa-Altenburg și a celei de-a doua soții, Luise Caroline Reuss de Greiz. Tatăl său a mai avut doi fii din prima căsătorie însă aceștia au murit la câteva zile unul după altul, în 1844.  

### Căsătorii
S-a căsătorit prima dată la Berlin la 6 mai 1885 cu Prințesa Maria a Prusiei, văduva Prințului Henric al Țărilor de Jos.
Ei au avut două fiice:
1. Olga Elisabeth Carola Victoria Maria Anna Agnes Antoinette (17 aprilie 1886 - 13 ianuarie 1955), căsătorită la 20 mai 1913 cu Karl Frederick, conte de Pückler-Burghauss și Freiherr von Groditz.
2. Maria (6 iunie 1888 - 12 noiembrie 1947), căsătorită la 20 aprilie 1911 cu Prințul Heinrich XXXV Reuss de Köstritz; au divorțat în 921 când Heinrich s-a recăsătorit cu Prințesa Marie Adelheid de Lippe-Biesterfeld.

Albert a fost o figură evidentă în societate berlineză și era plăcut datorită inteligenței, dispoziției și entuziasmului său ca sportiv. Soția sa Maria a murit de efectele febrei puerperale în 1888. Mai târziu, Albert s-a recăsătorit, la 13 decembrie 1891, la Remplin, cu bogata Ducesă Helene de Mecklenburg-Strelitz, singura fiică a Marii Ducese Ecaterina Mihailovna a Rusiei. Nu au avut copii.
Cuplul a petrecut un an în Rusia, el lisind mult societății belineze. În 1896, el și câțiva alți lideri sociali proeminenți au părăsit Berlinul ca urmare a deferendelor cu împăratul Wilhelm al II-lea. El și familia sa s-au retras la moșia lor de la Schwerin.
Prințul Albert a devenit Rechtsritter (Cavaler al Justiției) al Ordinului Sf Ioan în 1900. A murit la 22 mai 1902, la Remplin, moartea sa fiind regretată sincer de toate casele regale din Germania.